# تيم هاردي
تيم هاردي (بالإنجليزية: Tim Hardy)‏ (18 فبراير 1973 بالولايات المتحدة - ) هو لاعب كرة قدم أمريكي في مركز الدفاع. لعب مع Rochester Rhinos ‏ وريتشموند كيكرز وBuffalo Blizzard ‏ وCleveland Crunch ‏ وSt. Louis Ambush (1992–2000) ‏.

## وصلات خارجية
- تيم هاردي على موقع قاعدة بيانات كرة القدم.إي يو (الإنجليزية)